# Les Franqueses del Vallès
Les Franqueses del Vallès  o Les Franqueses del Vallés es un municipio de la comarca del Vallés Oriental, situado en la provincia de Barcelona, en la comunidad autónoma de Cataluña, España.
Situado en el centro de la comarca, limita al norte con los municipios de La Garriga y Cánoves, al este con los municipios de Cardedeu y la Roca del Vallés, al sur con el de Granollers y al oeste con los de Canovellas y La Ametlla.

## Geografía
Les Franqueses del Vallés está formado por cinco pueblos. El Ayuntamiento del municipio está ubicado en Corró d'Avall.
Lista de población por pueblos:
| Población             | Habitantes |
| --------------------- | ---------- |
| Bellavista            | 8988       |
| Corró d'Amunt         | 432        |
| Corró d'Avall         | 9698       |
| Llerona               | 1518       |
| Marata                | 186        |
| Fuente municipal 2024 |            |

## Historia
El término municipal se corresponde, en parte, con la antigua demarcación histórica de Les Franqueses del Vallès, que es mencionada en el privilegio otorgado por el conde de Barcelona, Berenguer Ramón I en el año 1025. El conde reconoce a los pobladores la libre posesión de propiedades y bienes muebles, además de eximirlos de toda jurisdicción que no sea la del príncipe. Inicialmente, la demarcación comprendía también Samalús, Granollers, Palou, La Ametlla, la Garriga, la Roca, y Santa Agnes de Malanyanes, pero aquellos lugares fueron pronto enajenados por la corona. Los pueblos del término municipal actual pasaron a ser calle de Barcelona en 1385. En el año 895, es citado un palacio de Maserata, en el territorio llamado Vallese, que según Botet y Sisó puede identificarse con el pueblo de Marata. La iglesia románica, dedicada a Santa Coloma, se encuentra documentada desde el año 1077.
La iglesia de Santa María de Llerona (Laurona), se encuentra documentada desde el año 990. Además, existen restos de una antigua villa romana que se cree podría pertenecer a una parte del territorio de la Lauro Monetal, lugar donde se acuñaba la moneda. El ámbito geográfico de la antigua Laudo Ibérica incluía, según Josep Estrada, los valles del Congost, del Tenes, de la riera de Cánovas, el alt Mogent, la mediana y la alta Tordera, y el valle inferior del Mogent. Esta demarcación, tendría suficiente población y producción agrícola como para tener moneda propia.
El término Corrone, ya es citado en el año 984. En el año 989 es citado el sitio de Corrone Subteriore (Corró de Vall), y en el año 1008 el de Corrone Superiore (Corró d'Amunt). La iglesia de Corró d'Amunt, dedicada a Sant Mamet, es románica, aunque ha sufrido diversas reconstrucciones. La antigua iglesia de Corró de Vall, dedicada a Santa Eulalia, también románica y consagrada en el año 1104, fue quemada durante la guerra civil, y derribada posteriormente. La iglesia actual es de 1954.
Por otra parte, el maestro e historiador, Ramon Turón, ha dado a conocer últimamente, después de años de investigaciones, que en Llerona unos antepasados nuestros habitaron temporalmente las terrazas del río Congost, durante el paleolítico inferior, hace más de medio millón de años. Turón se basa en los hallazgos que se han venido llevando a cabo cerca de la masía de Can Margens, en el margen derecho del río Congost, de diversos instrumentos líticos hechos en cuarzo y conglomerados. Se trata hasta ahora, del hallazgo más antiguo de la presencia humana en el Vallés Oriental.

## Demografía
Les Franqueses del Vallès cuenta con una población de 20 715 habitantes (INE 2024).
| Gráfica de evolución demográfica de Les Franqueses del Vallès entre 1842 y 2021                                     |
| |
| Población de derecho según los censos de población del INE Población de hecho según los censos de población del INE |

## Administración y política
| Periodo   | Nombre                                          | Partido    |
| --------- | ----------------------------------------------- | ---------- |
| 1979-1983 | Ricard València Schuster                        | PSC        |
| 1983-1987 | Ricard València Schuster                        | PSC        |
| 1987-1991 | Ricard València Schuster                        | PSC        |
| 1991-1995 | Ricard València Schuster                        | PSC        |
| 1995-1999 | Francesc Torné Ventura                          | CiU        |
| 1999-2003 | Francesc Torné Ventura                          | CiU        |
| 2003-2007 | Francesc Torné Ventura                          | CiU        |
| 2007-2011 | Francesc Torné Ventura Esteve Ribalta i Sánchez | CiU PSC-PM |
| 2011-2015 | Francesc Colomé Tenas                           | CiU        |
| 2015-2019 | Francesc Colomé Tenas                           | CiU        |
| 2019-2023 | Francesc Colomé Tenas                           | JxLF       |
| 2023-act. | Juan Antonio Corchado Ponce                     | PSC        |

Aparte de la gestión ejecutiva y administrativa del Ayuntamiento, Llerona y Corró d'Amunt cuentan cada una de ellas con un organismo descentralizado llamado consejo de pueblo. Estos órganos están dirigidos por una junta formada por tres regidores del consistorio, en función del porcentaje de votos obtenidos en los colegios electorales de estos pueblos en las elecciones municipales, y por representantes de las diferentes entidades del pueblo. Los consejos de pueblo tienen carácter consultivo y periódicamente convocan asambleas para informar de las actuaciones municipales y recoger sugerencias. La junta del Centro Cultural de Marata también actúa con funciones de representación vecinal.
Otro órgano consultivo es el Consejo de la Pagesia, que tiene como objetivo la promoción y mejora del sector agrícola del municipio. Está formado por un regidor de cada formación política y miembros de los sindicatos agrícolas, de las asociaciones de riego, de los consejos de pueblo y representantes vecinales.
Lista de alcaldes de Les Franqueses del Vallès
A continuación se muestra la lista de alcaldes durante los siglos XX y XXI con sus mandatos correspondientes:
- Pere Font i Monells (1899-1902)
- Valerià Roca i Espina (1902-1903)
- Evarist Ballús i Grau (1903-1909)
- Antic Barnils i Ambrís (1909-1920)
- Miquel Figueras i Ballús (1920-1923)
- Lluís Ventura i Rocarias (1923-1924)
- Antoni Iglesias i Ganduxé (1924-1930)
- Josep Rovira de Villar i Viver (1930-1931)
- Marià Màrgens i Gibert (1931-1934)
- Josep Corbera i Pagès (1934-1936)
- Francesc Montserrat i Fontcuberta (1936-1939)
- Josep Maria Rovira de Villar i Dachs (1939-1943)
- Martí Ribas i Mateu (1943-1946)
- Joan Lloberas i Viaplana (1946-1950)
- Ramon Rof i Pou (1950-1954)
- Josep Torner i Aymerich (1954-1967)
- Lluís Rams i Ventura (1967-1975)
- Jaume Travé i Quintana (1975-1979)
- Ricard València i Schuster (1979-1995)
- Francesc Torné i Ventura (1995-2008)
- Esteve Ribalta i Sánchez (2008-2011 )
- Francesc Colomé i Tenas (2011-2023)
- Juan Antonio Corchado Ponce (2023 - )

## Economía

### Agricultura
Aunque los datos evolutivos de las explotaciones agrícolas indican que estas han ido cayendo progresivamente desde el año 1982 debido al crecimiento urbano, la actividad agrícola en Les Franqueses todavía constituye uno de los sectores económicos más dinámicos del municipio con aproximadamente un 50 % del uso del total del suelo para el cultivo principalmente de secano. También destacan los cultivos de hortalizas y cereales entre ellos la mongeta del ganxet, producto de Denominación de Origen Protegida, muy apreciada por su gusto.
| Tipo de cultivo          | Hectáreas |
| ------------------------ | --------- |
| Herbáceos                | 1422      |
| Frutales                 | 3         |
| Olivar                   | 34        |
| Viñedo                   | 2         |
| Año:2009 Fuente: Idescat |           |

### Ganadería
La actividad ganadera también ha ido perdiendo parte de las explotaciones, sin embargo el número de cabezas de ganado ha aumentado lo que indica una intensificación de la actividad. La cría de ganado ovino y porcino, así como la avicultura son parte de la variedad ganadera del municipio.
| Cabezas de ganado        | Unidades |
| ------------------------ | -------- |
| Bovinas                  | 3563     |
| Ovinas                   | 574      |
| Cabrías                  | 474      |
| Porcinas                 | 7399     |
| Aves                     | 7991     |
| Conejas madres           | 1755     |
| Equinas                  | 43       |
| Año:2009 Fuente: Idescat |          |

### Industria
La proximidad del término con Granollers, capital de la comarca del Vallés Oriental,y con Barcelona, capital de Cataluña y la gran infraestructura de comunicaciones han propiciado el desarrollo de la actividad industrial en sus cuatro polígonos industriales: el Pla de Llerona, el Congost, el Ramassar y el Polígono 10.
Destacan sobre todo el sector químico, el metalúrgico y el textil lo que conlleva a que Les Franqueses sea uno de los mayores productores de residuos especiales de Catalunya con una producción del 61 % del total. De las 118 086 toneladas de residuos que generan las actividades industriales, un 74,62 % son especiales y de éstos el 60,65 % se tratan en la misma empresa por lo que se disminuye considerablemente el riesgo que representa el transporte de mercancías peligrosas.

## Cultura

### Monumentos y lugares de interés
Ayuntamiento

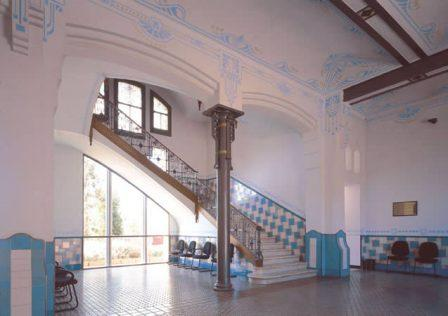
Vestíbulo del ayuntamiento

Construido bajo el patrocinio de Joan Sanpera i Torras en 1913, y encargado al arquitecto Albert Juan i Torner, constituye un hito arquitectónico de la población, así como un referente del estilo modernista en la comarca.
Aunque fue edificado inicialmente para albergar la escuela municipal y el consistorio, hoy es principalmente sede de este último, si bien también acoge las dependencias del centro de atención primaria de salud, y la oficina de seguridad ciudadana.
Formado por un conjunto complejo de edificaciones, consta de un cuerpo central más alto formado por una planta baja y dos plantas piso, con la esbelta torre del reloj coronándolo a modo de campanario. En los laterales se alzan dos cuerpos destinados inicialmente a albergar las escuelas de niños y niñas, los cuales son de un solo piso, con fachadas planas y asimétricas.
Torre de Seva

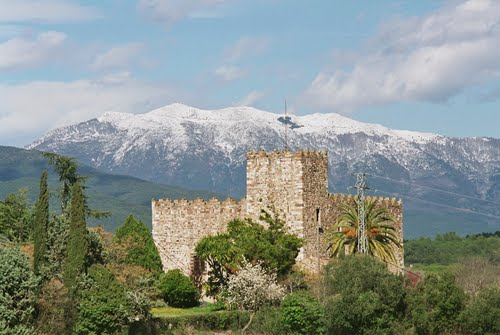
Castell de Marata o torre de Seva

Masía fortificada de planta cuadrada, de origen medieval, con una torre en el ángulo sudoeste, fundada por Bertran de Seva en el siglo XIV, y reconstruida en el siglo XX. A un lado de la torre hay una edificación exenta que funciona como capilla, de planta rectangular y con ábside semicircular, está cubierta con teja árabe a dos vertientes limitadas con un sencillo alero. Dedicada a los santos Abdón y Senén está datada del año 1606. El actual conjunto está declarado bien cultural de interés nacional.

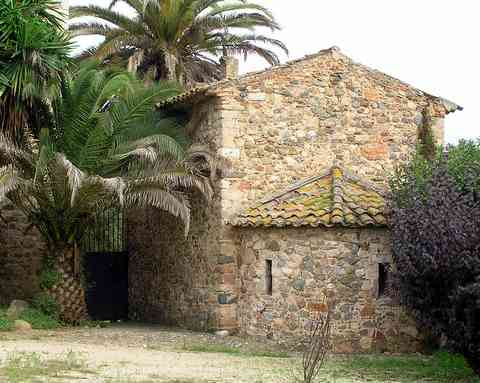
Iglesia de Santa Coloma de Marata
Iglesia románica de una sola nave con cubierta de cañón y ábside semicircular, construida en el siglo XI, si bien en los siglos XVII y XVIII el templo se amplió y se construyeron las capillas laterales cubiertas con vuelta de arista.
En la restauración y excavación realizadas en 1970 se descubrieron diez silos bajo el pavimento de la nave. Uno de ellos interrumpido por los cimientos de la fachada principal, y que confirma la preexistencia de edificaciones anteriores a la iglesia.
Ubicada en Marata, en un entorno rural de gran belleza, es frecuentado por excursionistas y algunos pocos vecinos del distrito.

### Fiestas
- Fiesta de la Primavera de Bellavista: se celebra entre los meses de mayo y junio. Fiesta organizada por la Asociación Histórico-cultural de Bellavista. Se hacen talleres, bailes, conciertos, butifarrada, espectáculos infantiles, desfiles,...
- Fiesta de les Golfes: se celebra el mes de octubre en la plaza del Centro Cultural de Bellavista. Se hacen juegos de mesa de alrededor de todo el mundo, talleres de trenes, henna, máscaras africanas, collares y pulseras, castillos hinchables para los más pequeños, degustaciones de pastas y té, y concierto.
- Fiesta mayor de verano de Bellavista: se celebra el primer viernes del mes de julio. Organizada por la Comisión de la fiesta mayor de Bellavista. Actos: pasacalle, habaneras, diablos, corre-agua, castillo de fuegos, bailes, conciertos, torneo de fútbol sala, ajedrez, animación infantil, partido de fútbol de veteranos, espectáculo de variedades, ...
- Fiesta mayor de verano de Corró d’Amunt: se celebra el primer fin de semana de agosto. Organizada por el Consejo del pueblo de Corró d’Amunt, la Asociación de vecinos de Sant Mamet, el club de Petanca Corró d’Amunt y el grupo de teatro Boina. Actos: botifarrada, teatro, petanca, espectáculo infantil, baile, trial, castillo hinchables, partido de fútbolentre casados y solteros, muestra gastronómica, habaneras,...
- Fiesta mayor de verano de Corró d’Avall: se celebra el tercer lunes del mes de septiembre. Organizada por la Comisión de fiesta Mayor. En los últimos años una nueva comisión organizadora renovada ha dado un nuevo impulso a la fiesta, con el ánimo de actualizarla, de acuerdo con los nuevos tiempos y de potenciarla como un elemento identitario del pueblo de Corró d’Avall.
- Fiesta mayor de verano de Llerona: se celebra el 8 de septiembre. Organizada por fiestas Laurona. Actos: autocros, petanca, juegos infantiles, misas, cena y baile de fiesta mayor, ajedrez, sardanas, espectáculo infantil, teatro, habaneras,...
- Fiesta mayor de verano de Marata: se celebra el último fin de semana de julio. Organizado por el Centro Cultural de Marata. Actos: aperitivo deportivo, concierto, teatro, vermut, una cross popular, concurso de pintura, juegos infantiles, noche de baile, sardanas...
- Bailes de la Espolsada: se baile durante las fiestas Mayores de Corró de Vall y Marata. Es un baile que tiene una larga historia y que solo se conserva en estas dos poblaciones.

### Ferias y acontecimientos deportivos
- Feria comercial: organizada por la Asociación de Comerciantes i Profesionales de Les Franqueses, la Feria Comercial muestra a través de estands los diferentes sectores comerciales del municipio. La carpa se instala delante del Centro de Recursos Agrarios (Masia Can Ribas, Camí antic de Vic, 10) durante todo un fin de semana de mediados del mes de diciembre, al lado de la Feria del mercado de Navidad que organiza el Ayuntamiento.
- Feria de Sant Ponç: se celebra a Corró de Vall durante el mes de mayo. Paradas de artesanía i productos gastronómicos, exposiciones, ludoteca, conciertos... Organizada por la Asociación Cívica i Cultural de Corró d'Avall con la colaboración del Patronato Municipal de Cultura.
- Feria Mercado de Navidad: se celebra el fin de semana anterior a Navidad en Corró d’Avall, delante del Centro de recursos Agrarios (Masia Can Ribas, Camí antic de Vic, 10), a mediados del mes de diciembre, con el objetivo de promocionar la actividad comercial i económica del municipio. Exposiciones de animales de granja, zona de recreo para los más pequeños, demostraciones de antiguos oficios, paradas de productos relacionados con la Navidad...
- Media Maratón Granollers-Les Franqueses-La Garriga-Granollers: carrera de fondo de 21 092 km de distancia, una parte del recorrido de la cual transcurre por nuestro municipio. Se celebra entre los meses de enero y febrero y es una de las carreras de este estilo más participativas de Cataluña.
- Cursa Popular de Bellavista: se celebra entre los meses de junio y julio. Organizada por la Asociación deportiva Grup Fondistes de Bellavista desde hace más de quinze años. Es una de las cursas de fondo más participativas de la comarca.
- Trofeo BTT Corró d'Amunt: se celebra el mes de abril. Prueba organizada por el Club Ciclista Corró d'Amunt. És la única prueba de las comarcas de Barcelona que puntúa para la Copa Catalana Internacional de bicicletas todo terreno. Transcurre por terrenos de Corró d'Amunt.

## Servicios

### Colegios
- Escuela Sanpera i Torras
- Escuela Guerau de Liost
- Escuela Bellavista-Joan Camps
- Escuela Camins
- Escuela Colors
- Instituto Lauro
- Instituto Til·ler